# ويسي
Wessi ( تُلفظ بالألمانية: [ˈvɛsiː] ؛ "الغربي") هو الاسم غير الرسمي الذي يستخدمه الناس في ألمانيا للإشارة للمواطنين السابقين في ألمانيا الغربية قبل إعادة التوحيد، بينما النظير للمواطنين السابقين في ألمانيا الشرقية هو أوسي. تمثل هذه الأسماء الاختلافات القائمة بين ثقافتي ما قبل إعادة التوحيد، وتشمل الثقافة الشعبية في ألمانيا العديد من النكات الخاصة بأوسي-ويسي. في حين أن بعض الأشخاص في ألمانيا قد يعتبرون هذه الأسماء مهينة، فإن آخرين يعتبرونها جزءًا من الثقافة الألمانية .
هناك أيضًا اسم Besserwessi (كلمة besser تعني "أفضل") وهي عبارة عن تلاعب لفظي Besserwisser ("تعرف كل شيء") ، وبالتالي تشير إلى Wessi الذي يشعر بأنه متفوق على Ossis. يشعر بعض الألمان الشرقيين السابقين أن الألمان الغربيين السابقين لا يحترمون ثقافتهم وأن الألمان الشرقيين قد اندمجوا في ثقافة ألمانيا الغربية، بدلاً من أن تتحد الثقافتان على قدم المساواة. سمي هذا المصطلح كلمة السنة الألمانية في عام 1991. من الناحية السياسية، عند إعادة التوحيد تم ضم ألمانيا الشرقية في ألمانيا الغربية بموجب القانون الألماني الغربي الحالي. تم اتخاذ هذا الحل من أجل تجنب ضرورة إنشاء دستور جديد قانونيًا وفقًا لما طالب به Grundgesetz أو الدستور الألماني الغربي.